# Фомичов Павло Васильович
Павло́ Васи́льович Фомичо́в (1920, село Чичково, тепер Навлінського району Брянської області, Російська Федерація — 1992, місто Одеса) — радянський військовий діяч, політпрацівник, член Військової ради — начальник Політуправління Прикарпатського та Одеського військових округів, генерал-полковник. Депутат Верховної Ради УРСР 9—10-го скликань. Кандидат у члени ЦК КПУ в 1976—1986 роках.

## Біографія
Народився в родині селянина. З 1938 року — вчитель, студент інституту.
У Червоній армії з жовтня 1940 року. У 1941 році закінчив піхотне училище.
З 1941 року — командир взводу, командир роти окремого навчального батальйону 3-ї стрілецької дивізії 2-ї Червонопрапорної армії Далекосхідного фронту. Учасник радянсько-японської війни 1945 року.
Член ВКП(б) з 1944 року.
Після війни — заступник командира полку з політичної частини, заступник начальника, начальник політичного відділу військового з'єднання.
Закінчив Військово-політичну академію імені Леніна.
У 1968—1972 роках — 1-й заступник начальника Політичного управління Прикарпатського військового округу.
У липні 1972 — травні 1976 року — член Військової ради — начальник Політичного управління Прикарпатського військового округу.
У травні 1976 — грудні 1982 року — член Військової ради — начальник Політичного управління Одеського військового округу.
Потім вийшов у відставку. Проживав у місті Одесі.

## Звання
- генерал-майор
- генерал-лейтенант (.05.1974)
- генерал-полковник

## Нагороди
- три ордени Червоної Зірки
- ордени
- медаль «За відвагу»
- медалі